# Cork

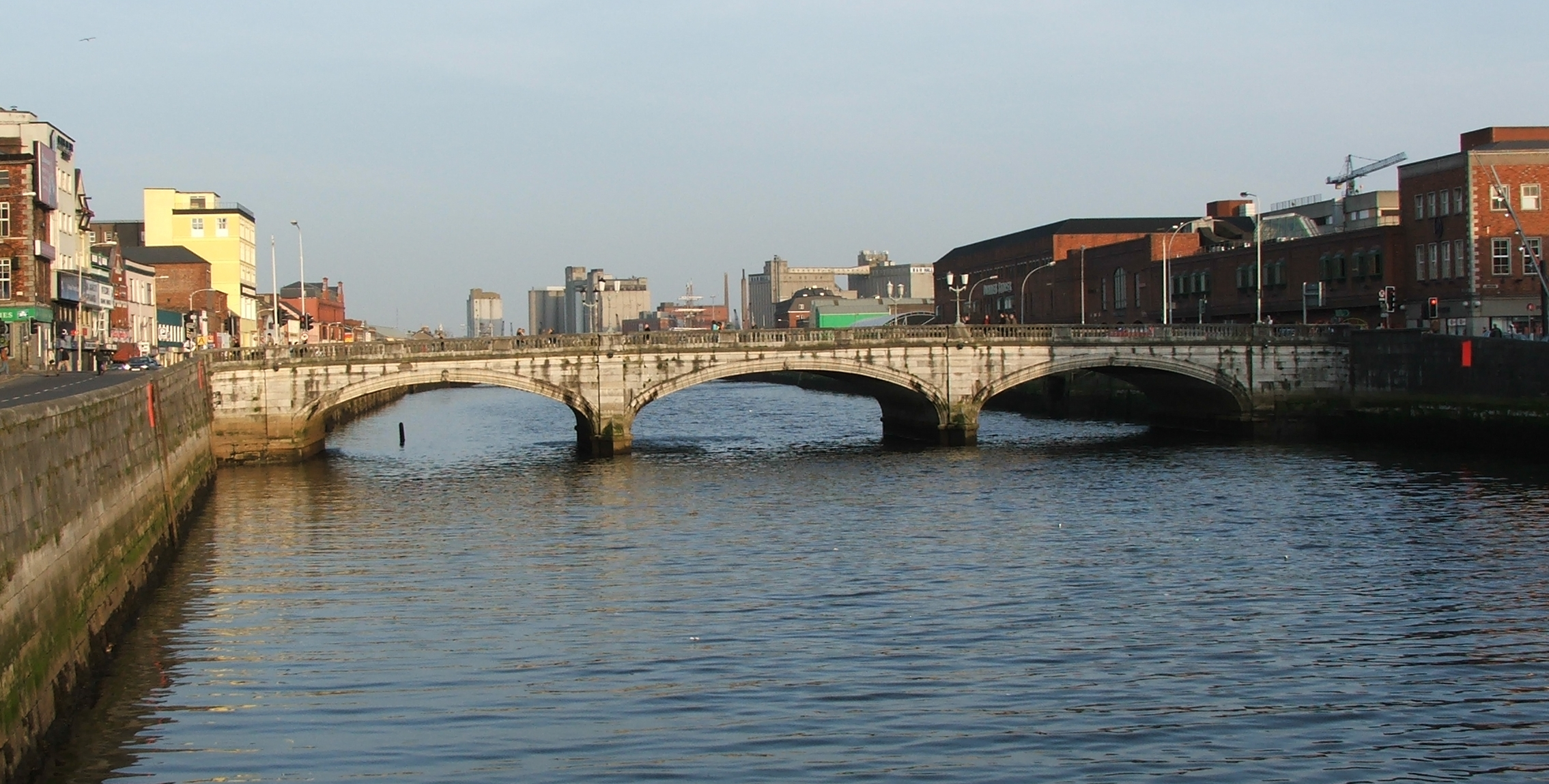
Patrick’s Bridge

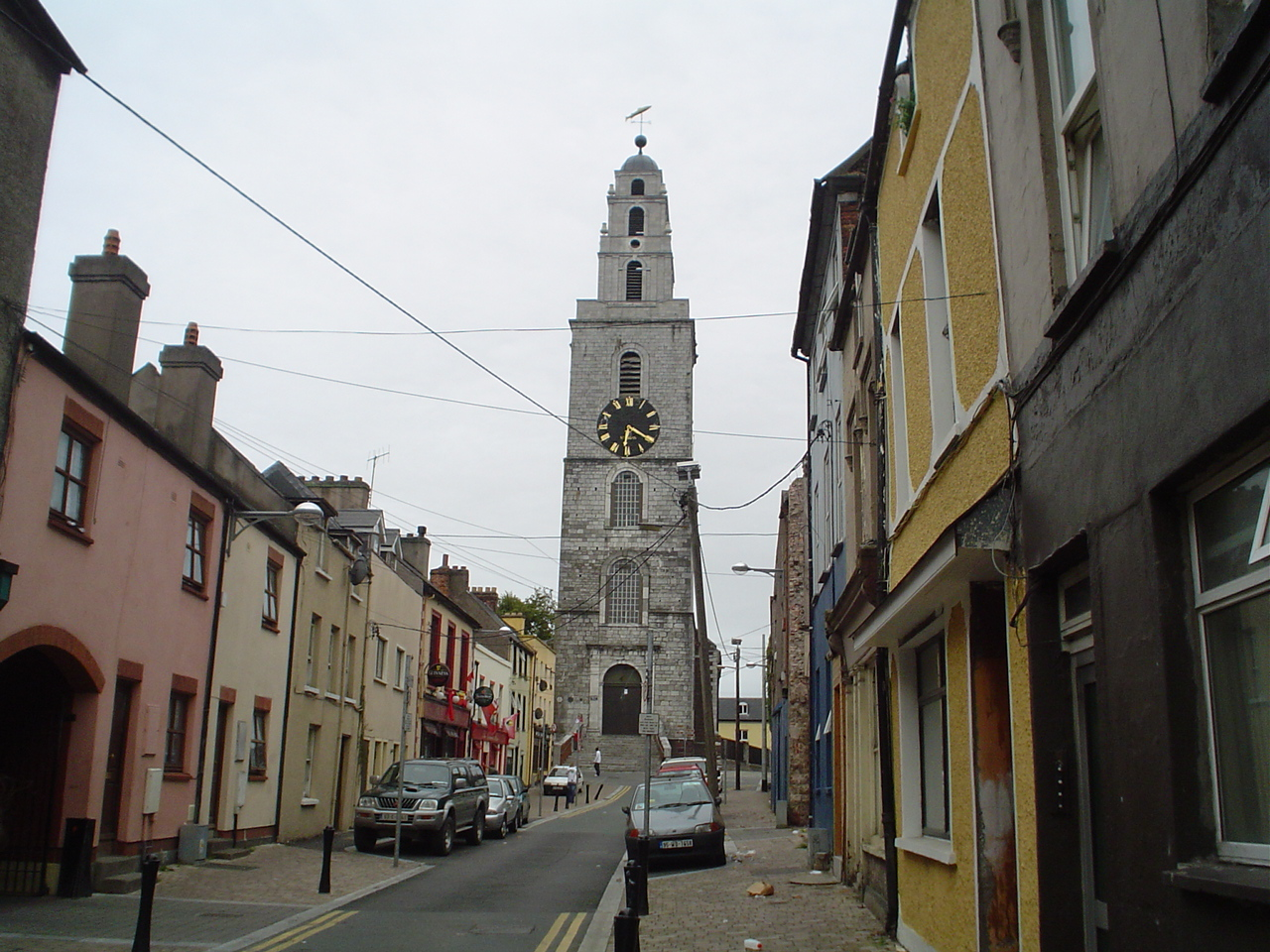
Kościół Św. Anny w dzielnicy Shandon ze znanymi dzwonami

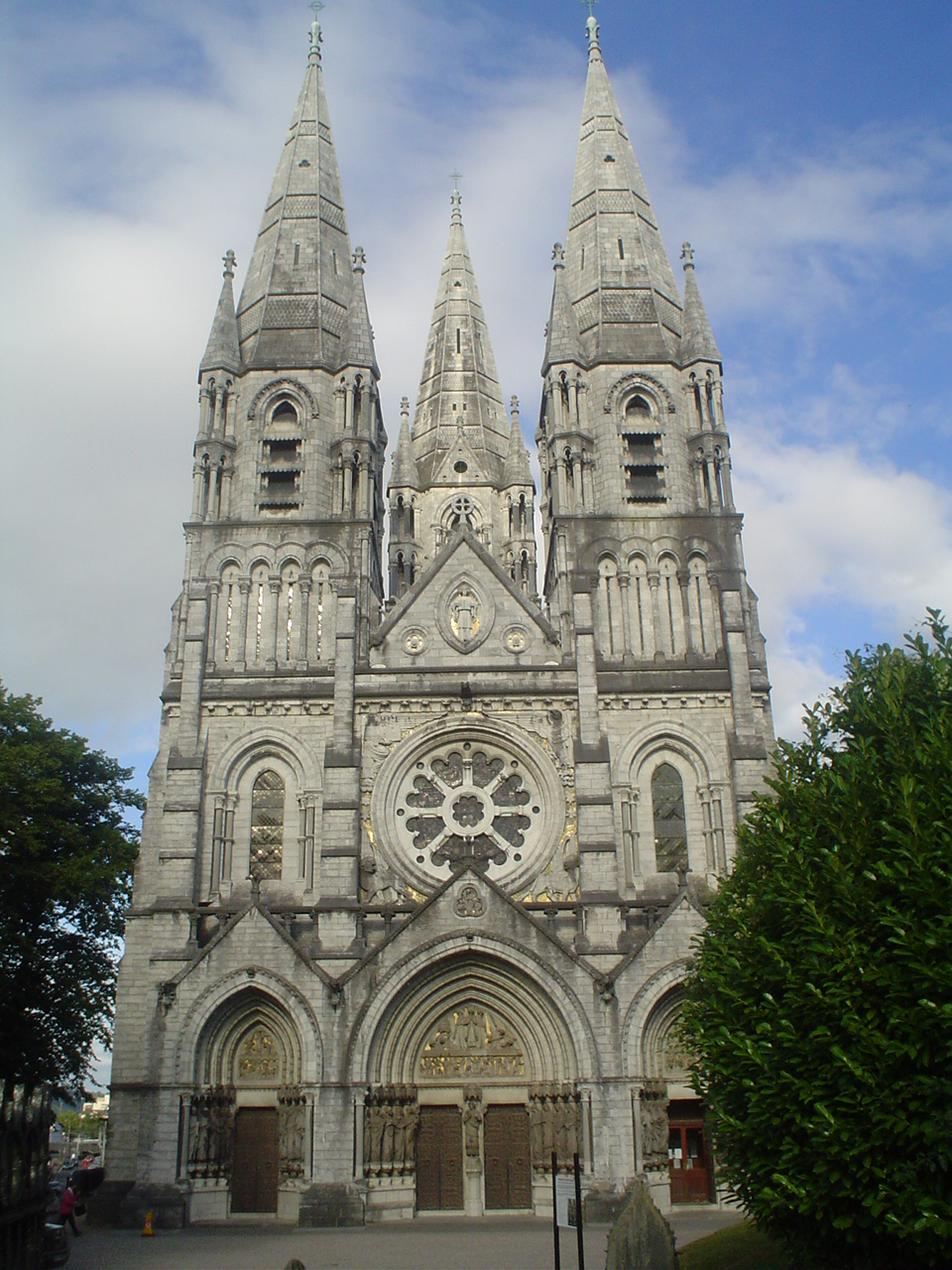
Katedra Św. Findbara

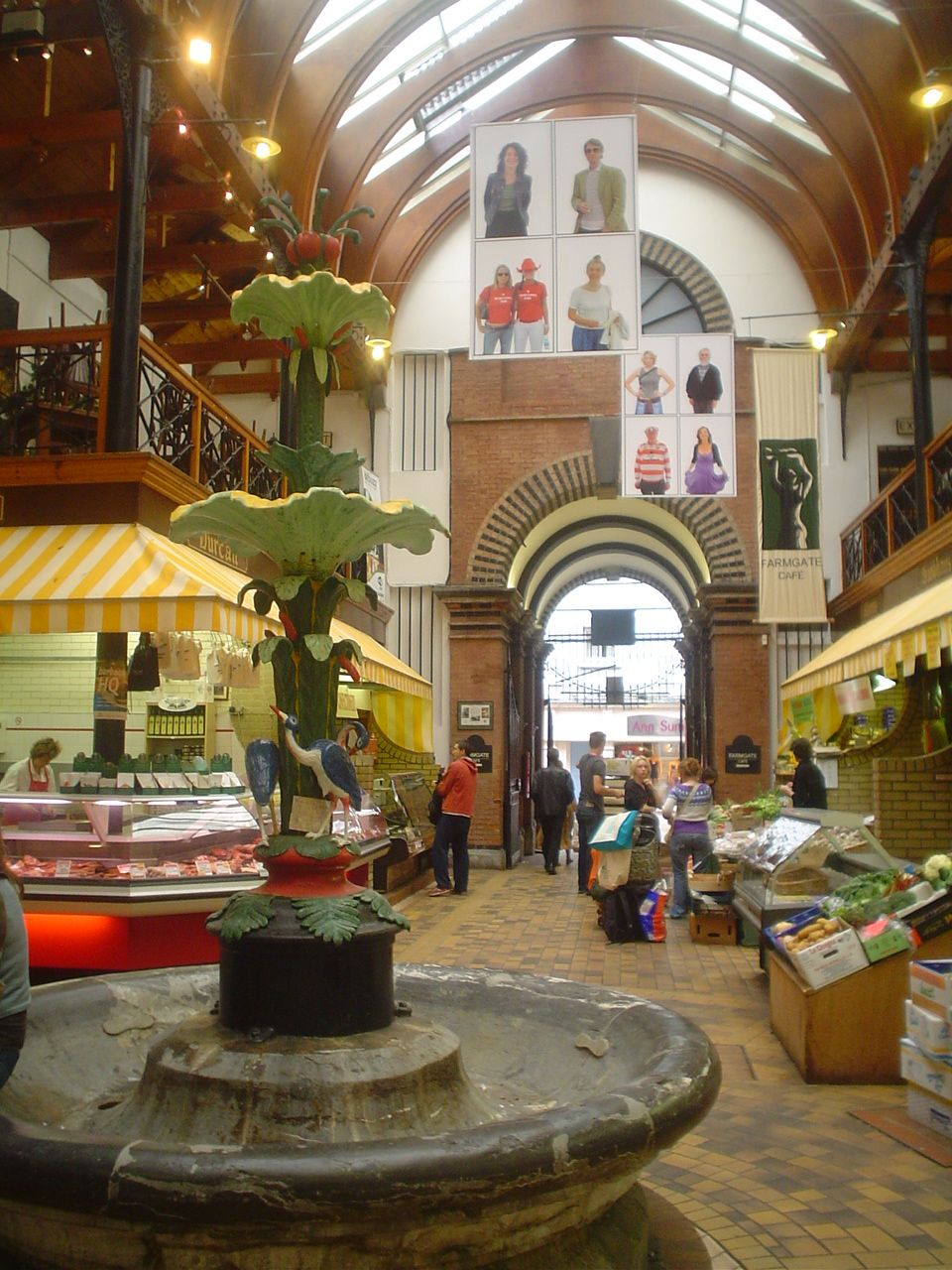
XVIII-wieczny The English Market położony przy Grand Parade

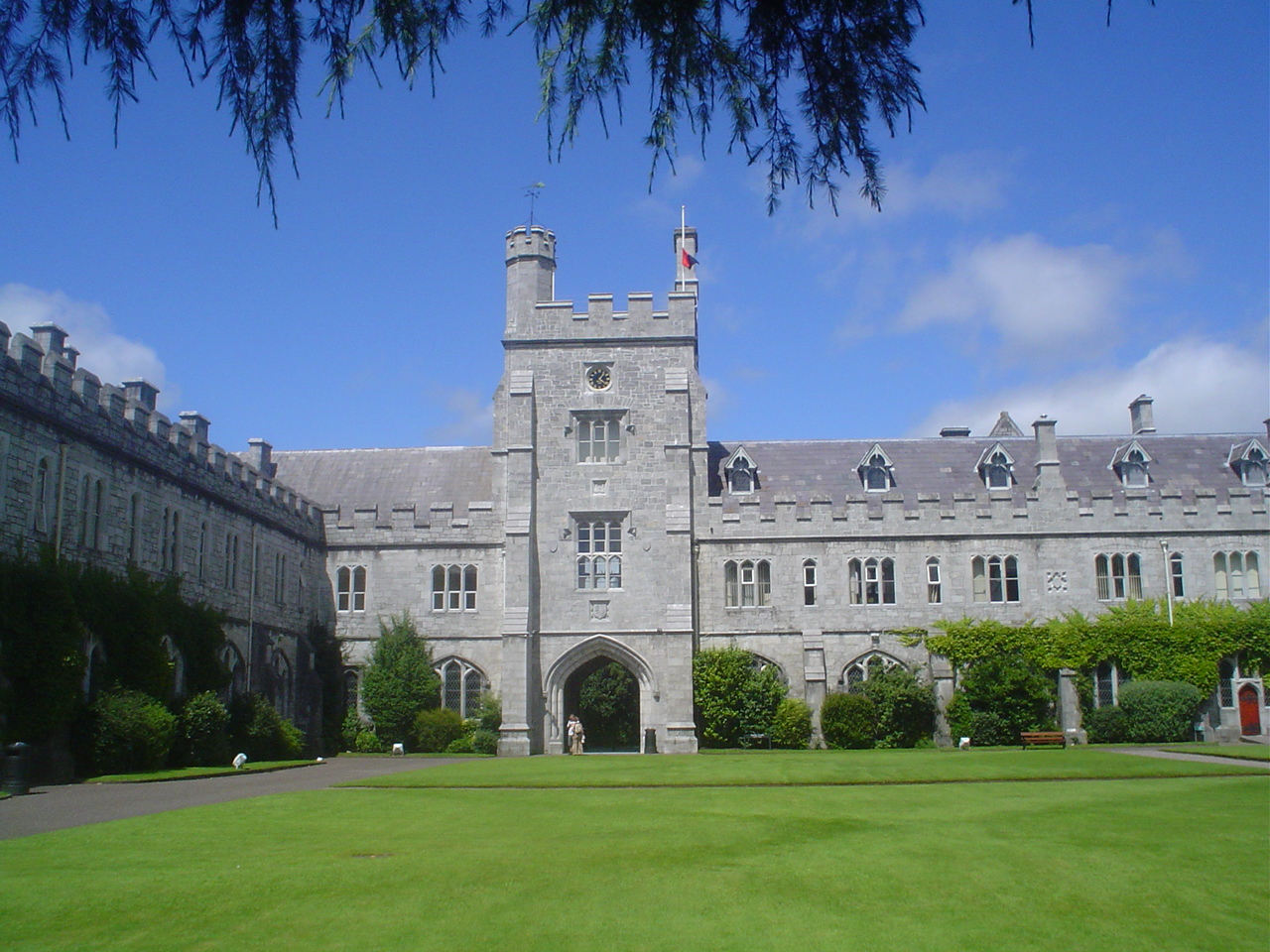
Budynki University College Cork

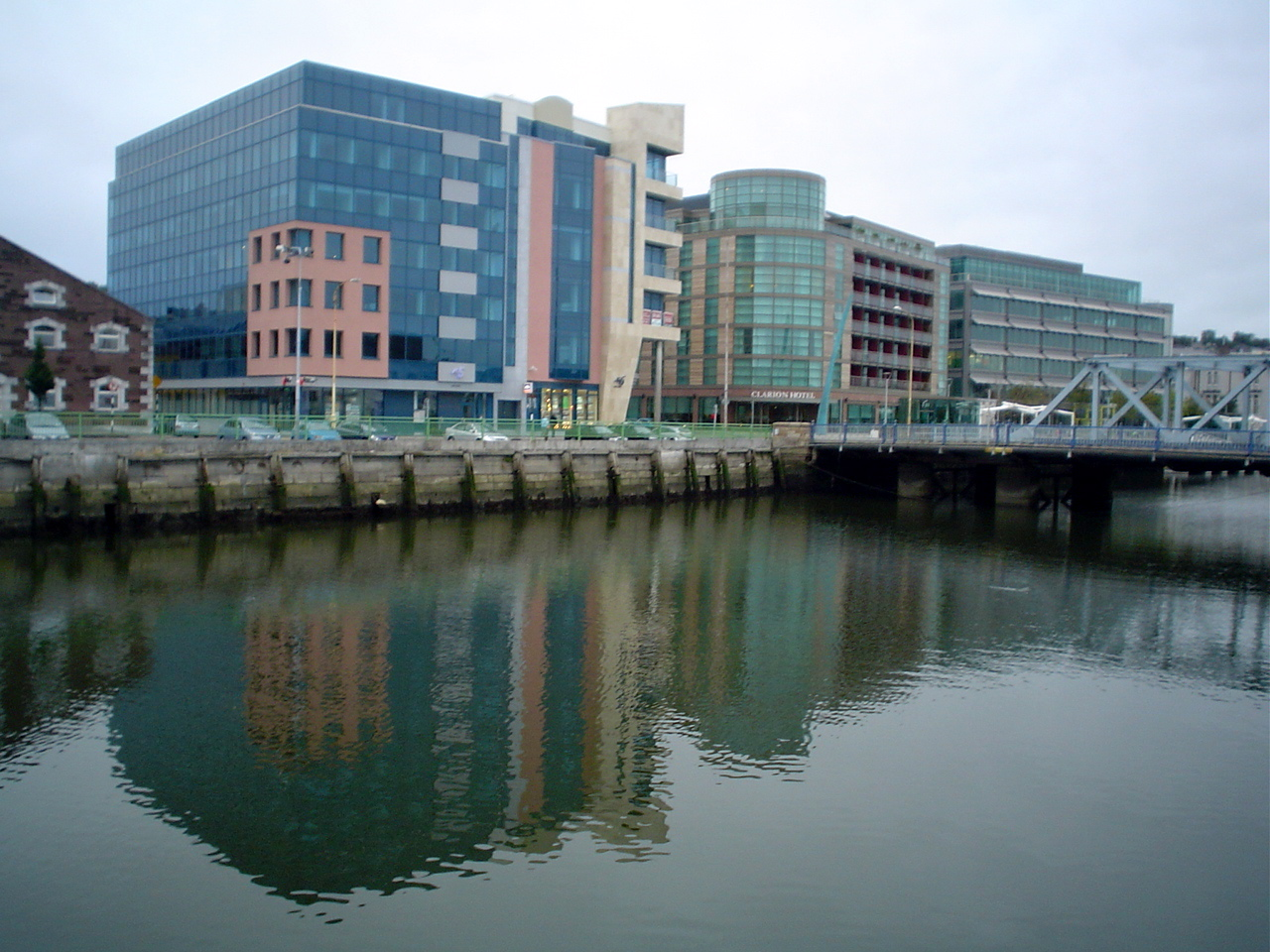
Nowoczesne budynki hoteli we wschodniej części centrum

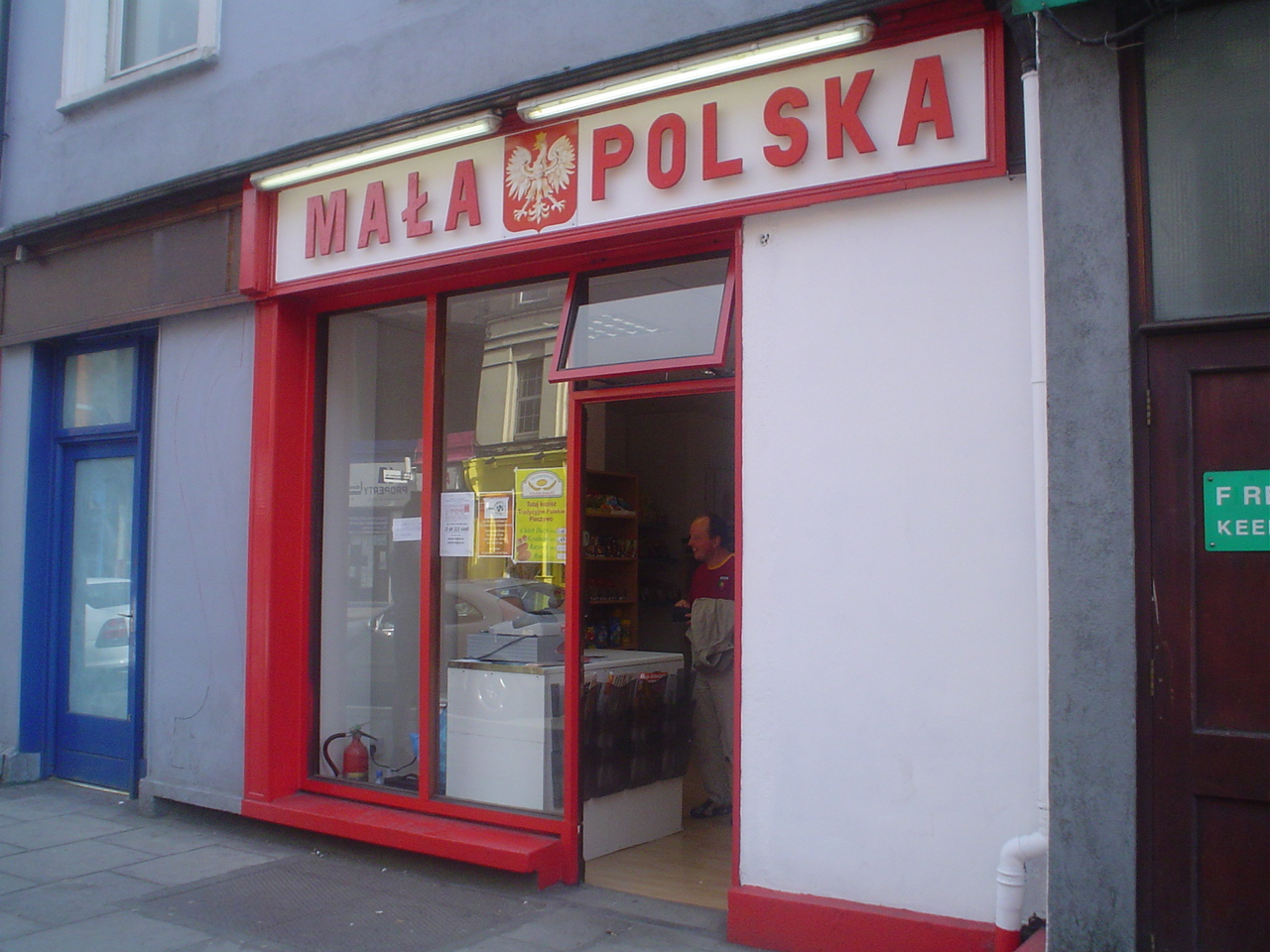
„Mała Polska” – nieistniejący już sklep z polską żywnością w Cork

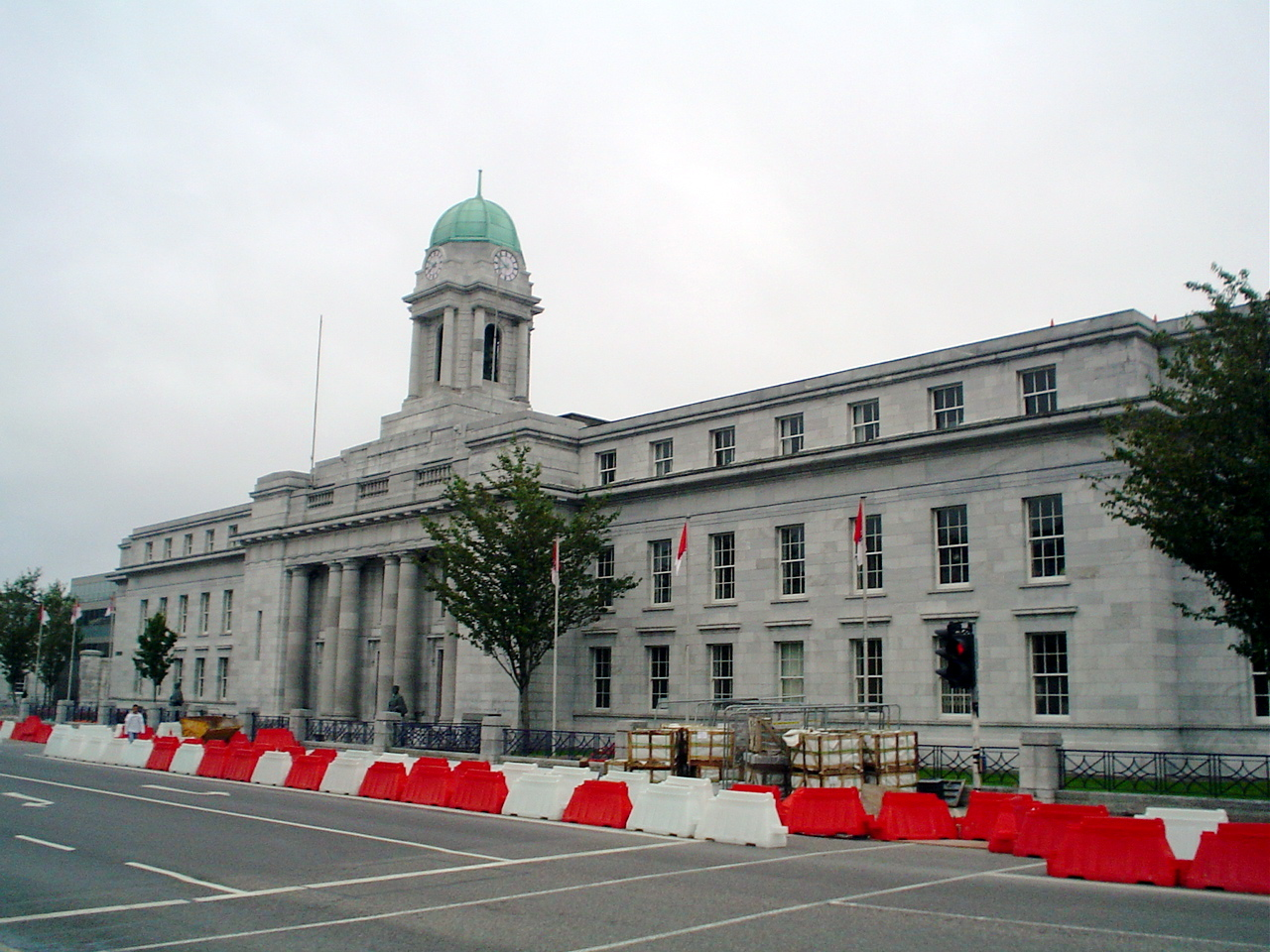
Ratusz miejski

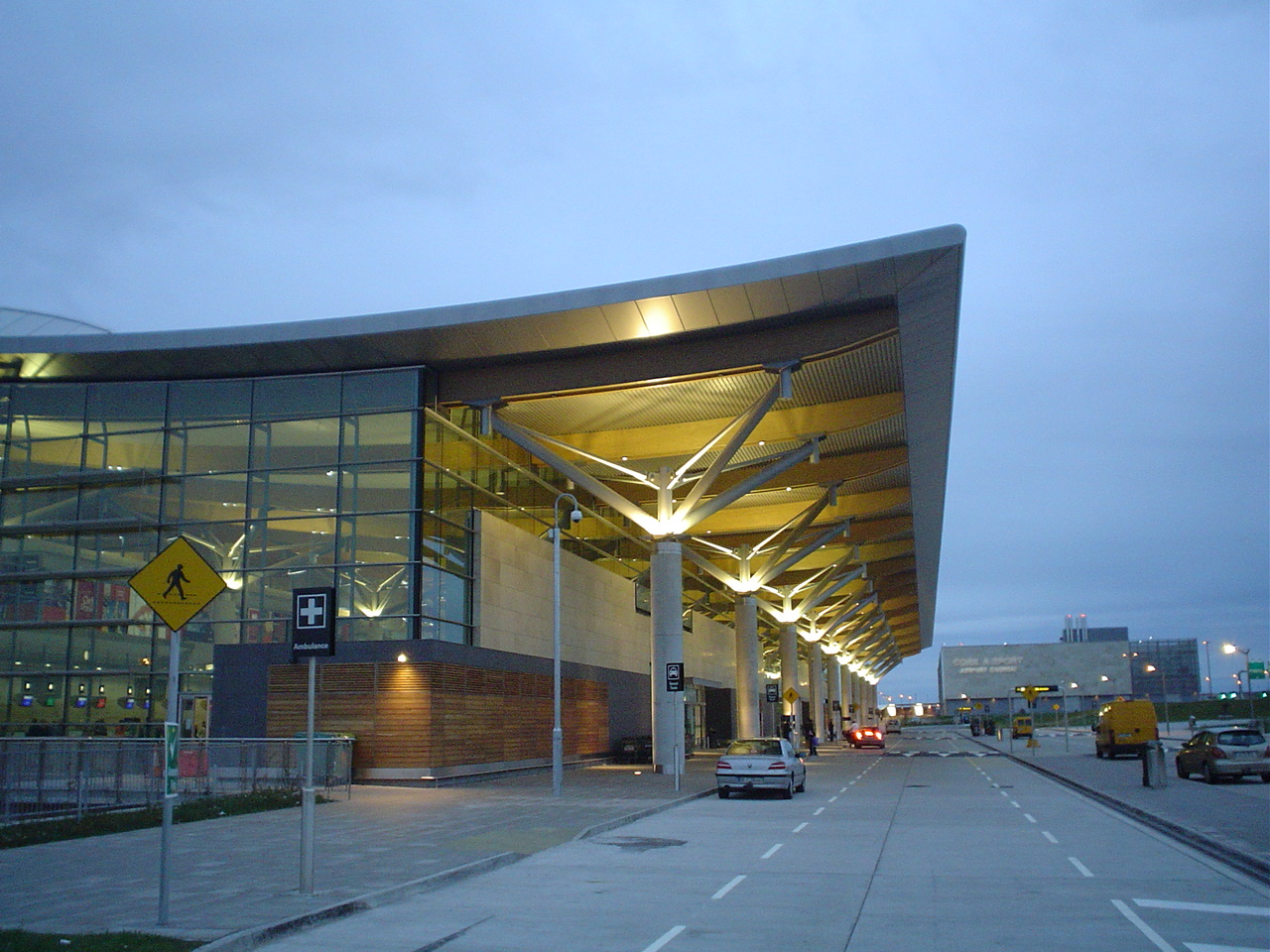
Nowy terminal lotniska Cork International Airport

Cork (irl. Corcaigh, wym. [ˈkˠorkˠɪɟ]) – drugie co do wielkości miasto w Irlandii, leżące przy ujściu rzeki Lee do Morza Celtyckiego, ośrodek administracyjny hrabstwa Cork i największe miasto prowincji Munster.

## Nazwa miasta
Nazwa Cork pochodzi od irlandzkiego Corcach Mór Mumhan, czyli Wielkich Moczarów Munsteru. Nazwę tę Cork zawdzięcza rozlewiskom rzeki Lee, przy ujściu której miasto jest położone. Centrum miasta leży na wyspie pomiędzy głównymi korytami rzeki a większość ulic powstała w wyniku zasypania dawnych kanałów rzecznych.

## Historia
Choć rejon zatoki Cork był zamieszkany w czasach prehistorycznych, to jednak na terenie miasta brak śladów osadnictwa z tego okresu.
Klasztor wzniesiony w VI lub VII w. na południowym brzegu rzeki Lee przez świętego Findbara był pierwszym dziełem rąk ludzkich na terenie dzisiejszego miasta. Pierwsze wzmianki o klasztorze pojawiają się w kronikach z 682 roku, kiedy to nastąpiła śmierć opata klasztoru – Suibne. Klasztorna osada znajdowała się w miejscu, w którym dziś stoi Katedra św. Findbara – jej teren w przybliżeniu rozciągał się między dzisiejszymi ulicami Bishop Street, Gillabbey Street, Barrack Street i Dean Street. Klasztor często pojawia się w kronikach, zwykle jako obiekt ataków wikingów. Niewiele wiadomo o jego wyglądzie, ale najprawdopodobniej nie różnił się zbytnio od innych irlandzkich klasztorów z tego okresu.
W roku 914 wikingom udało się podbić znaczne obszary Irlandii, a niektórzy z najeźdźców osiedlili się w Munster (Irlandia). Do XII w. ich potomkowi zasymilowali się z ludnością lokalną tworząc tzw. społeczność Ostmenów lub Eastmenów, czyli ludzi ze wschodu. W tym czasie Cork stał się ważnym centrum handlowym. Jego znaczenie wzrosło jeszcze bardziej, gdy ród MacCarthy z Desmond ustanowił Cork swoją stolicą i zbudował dla siebie rezydencję i fort, w okolicach dzisiejszego Shandon. Ostmeni zaakceptowali zwierzchność MacCarthych, ale zachowali sporą autonomię. Ich historia nie trwała jednak długo – ostatni przywódca Ostmanów, Gilbert mac Turgar, został zabity w bitwie morskiej niedaleko Youghal, w 1173 roku. Cztery lata później ich mienie zostało skonfiskowane, a oni sami wyrzuceni z miasta, kiedy Cork został zdobyty przez Normanów.
W 1169 Normanowie z Walii wylądowali w zatoce Bannow w hrabstwie Wexford i rozpoczęli podbój Irlandii. W 1171 większość lokalnych władców, wśród nich król Munsteru – Dermot MacCarthy, uznali zwierzchność Henryka II Plantageneta, króla Anglii. W 1185 Jan bez Ziemi, władca Irlandii, nadał Corkowi prawa miejskie i przywilej posiadania władz lokalnych. W 1182, na pozostałościach dawnych fortyfikacji Ostmenów, na południowej wyspie na rzece Lee, Normanowie zbudowali mury obronne. Z biegiem czasu mury były rozbudowywane i wkrótce otaczały całe centrum średniowiecznego miasta.
XIII wiek to okres rozwoju miasta. W owym czasie Cork był głównym portem południowo-zachodniej Irlandii. Eksportowano wełnę, zboże i inne produkty rolne, a przywożono do miasta sukno, wino i przyprawy. Kwitło rzemiosło i handel. Okres prosperity przerwała latem 1349 roku epidemia dżumy, w czasie której zmarło 25-35% z dwóch tysięcy mieszkańców miasta. Dodatkowo w roku 1354 duża część miasta została zniszczona w pożarze. Kolejne stulecia nie przyniosły poprawy. Pod koniec XVI wieku Cork liczył zaledwie 800 mieszkańców.
Wiek XVII, mimo zawirowań politycznych i wojen religijnych, był czasem rozwoju miasta. Liczba ludności w roku 1640 osiągnęła 9000. Dzięki rozbudowie sieci dróg, organizowanym targom i jarmarkom Cork znów stawał się ważnym portem handlowym. Największymi partnerami handlowymi były miasta Bristol i Bordeaux, coraz większą rolę odgrywały Indie Zachodnie. Głównym towarem eksportowym było masło i wołowina, z powrotem przywożono wino i sól. Na przełomie XVII i XVIII wieku do miasta przybyła znaczna liczba Hugenotów uciekających przed prześladowaniami. Pozostały po nich nazwy ulic – np. French Church Street czy Huguenot Quarter. W XVIII wieku miasto rozwijało się ekonomicznie i terytorialnie. Osuszono bagna i zasypano kanały rzeczne, tworząc dzisiejsze ulice St. Patrick’s Street, Grand Parade, Cornmarket Street i wiele innych. W tym też czasie zburzono większość średniowiecznych budynków, zastępując je georgiańską architekturą klasycystyczną. Do 1790 roku centrum miasta przybrało kształt, jaki bez zasadniczych zmian dotrwał do dziś. Pod koniec XVIII wieku powstały również mosty łączące centrum z przedmieściami – St. Patrick’s Bridge, Parliament Bridge i Clarke’s Bridge. Liczba mieszkańców miasta wzrosła w tym czasie do 80 000.
Początek XIX wieku przyniósł spowolnienie gospodarcze. Koniec wojen napoleońskich spowodował ogromny spadek cen produktów rolniczych. Brytyjska flota wojenna, której obecność miała duży wpływ na handel, przestała stacjonować w zatoce Cork. Dodatkowo po 1824 przemysł irlandzki musiał konkurować ze znacznie lepiej rozwiniętym przemysłem brytyjskim. Liczba mieszkańców wciąż rosła dzięki migracjom z obszarów wiejskich. Trudną sytuację ekonomiczną pogłębiła jeszcze pandemia cholery, która w 1832 ogarnęła całą Europę. Nie wszystkie gałęzie przemysłu podupadły – wciąż świetnie prosperowało browarnictwo, gorzelnictwo, budowa statków i handel masłem, a zatoka Cork nadal była ważnym punktem na mapie handlu transatlantyckiego. Było to jednak za mało, żeby w sposób znaczący wpłynąć na ogromne bezrobocie i powszechną nędzę w gęsto zaludnionym mieście.
W 1826 na ulicach miasta zapłonęły pierwsze latarnie gazowe, w 1841 zaczęła się ukazywać pierwsza gazeta – Cork Examiner – a w 1849 zaczął działać University College Cork. W tym samym roku uruchomiono pierwszą linię kolejową, łącząc Cork z Bandon, a wkrótce potem z Dublinem. Liczba mieszkańców zaczęła się jednak zmniejszać. W 1825 ponad 1800 Irlandczyków, pod przewodnictwem Petera Robinsona, wyjechało do Peterborough w Kanadzie. W latach 40., w wyniku klęski głodu w Irlandii, kraj ten stracił dwa miliony mieszkańców. Historycy i demografowie oceniają, że w latach 1845–1850 około miliona ludzi wyemigrowało, głównie do Stanów Zjednoczonych i Wielkiej Brytanii, a drugie tyle umarło. W tych ciężkich czasach w historii miasta chlubnie zapisali się baptyści i kwakrzy oraz inne osoby (np. Theobald Mathew), organizując rozdawanie żywności. Z powodu fatalnych warunków sanitarnych w mieście, krwawe żniwo zbierały dur brzuszny, dyzenteria i inne choroby.
W II połowie XIX wieku, choć głód i zarazy minęły, sytuacja w mieście była bardzo zła. Jedynie niewielki procent mieszkańców miał stałe źródło utrzymania. Zamożniejsi mieszkańcy przenosili się do podmiejskich dzielnic jak Montenotte, Tivoli czy Blackrock, podczas gdy centrum miasta zamieniało się w slumsy. Działalność Cork Corporation i Improved Dwellings Company miała zmienić tę sytuację. Zrewitalizowano zrujnowane budynki i wyburzono większość prowizorycznej zabudowy, budując jednocześnie nowe domy. Sukces był tylko połowiczny – nie powstało wystarczająco dużo nowych domów, aby zapewnić dach nad głową wszystkim mieszkańcom slumsów – spowodowało to jeszcze większe stłoczenie ludzi żyjących w skrajnej nędzy.
W latach 1872–1876 w Corku jeździł tramwaj konny. Pierwszy raz prąd w Corku popłynął w 1881 roku, kiedy to użyto przenośnego generatora napięcia do oświetlenia budowy mostu Parnell Bridge. Jednak na publiczne oświetlenie mieszkańcy musieli poczekać do 1898 roku, w którym Cork Electric Tramways and Lighting Company Ltd. uruchomiła elektryczną linię tramwajową. W latach 80. powstała również Crawford School of Art i Crawford Gallery.
Początek XX wieku, który Cork przywitał Międzynarodową Wystawą, był czasem wojen. W roku 1914 wielu młodych ludzi ochotniczo wstąpiło do brytyjskiej armii, zwłaszcza po zajęciu przez Niemców katolickiej Belgii oraz organizowało pomoc dla rodzin żołnierzy i rannych. W miarę rozwoju wojny i wzrostu liczby ofiar entuzjazm znacznie osłabł. Cork bezpośrednio poczuł smak wojny 8 maja 1915, kiedy to kilka mil od pobliskiego Old Head of Kinsale została zatopiona „Lusitania”, a morze wyrzuciło na brzeg setki ciał. W 1916, podczas powstania wielkanocnego, członkowie lokalnego oddziału Irlandzkich Ochotników zajęli St. Francis Hall przy Sheares Street. Do rozlewu krwi nie doszło, głównie dzięki staraniom biskupa Daniela Cohalana i burmistrza Thomasa C. Butterfielda. Ogółem w czasie I wojny światowej zginęło ok. 1100 mieszkańców miasta.
W czasie wojny o niepodległość Cork był ważnym punktem oporu przeciwko Brytyjczykom. 20 marca 1920 przed swoim domem zastrzelony został przez brytyjskiego policjanta burmistrz miasta Thomas MacCurtain, należący do Sinn Féin. Jego następca, Terence McSwiney, został aresztowany w sierpniu tego roku i zmarł w więzieniu, w czasie strajku głodowego.
12 grudnia 1920 brytyjskie siły podłożyły ogień pod wieloma budynkami wokół St. Patrick Street. Spłonęło wtedy ponad 300 budynków, między innymi kompletnie zniszczony został ratusz i pobliska biblioteka Carnegie Library, a w nich archiwa miejskie. Strona brytyjska nie przyznawała się do spalenia miasta. W styczniu 1921 irlandzka Partia Pracy wraz z Kongresem Związków Zawodowych opublikowała broszurę „Kto spalił Cork?” (ang. „Who burned Cork city?”), w której zawarte były zeznania naocznych świadków, którzy widzieli brytyjskich żołnierzy podpalających duże obszary miasta. Zeznania zebrali i zestawili Seamus Fitzgerald i Alfred O’Rahilly, prezydent University College Cork. Dopiero wtedy Brytyjczycy obarczyli winą oddziały Black&Tans. Większość lokalnych oddziałów IRA nie zaakceptowała traktatu powołującego Wolne Państwo Irlandzkie. W czerwcu 1922 brytyjskie oddziały wycofały się, a władze w mieście przejęły siły antytraktatowe. W Irlandii rozgorzała wojna domowa. 9 sierpnia w pobliżu Passage West wylądowały wojska państwowe, zaskakując zwolenników republiki, którzy nie spodziewali się ataku z morza. Siły Wolnego Państwa Irlandzkiego starły się z IRA w okolicach Rochestown i Douglas, rozbijając słabo uzbrojonych bojowników i zdobywając miasto. Wojna partyzancka trwała aż do kwietnia 1923, kiedy to siły antytraktatowe wezwały do zawieszenia broni.
W latach 20. udało się zlikwidować slumsy w centrum miasta, rozbudowując miasto w kierunku północnym. W II połowie XX wieku Cork, podobnie jak cała Irlandia, przeżywał kryzys. Zamknięta została fabryka Forda, fabryka opon Dunlop i stocznie. Sytuacja zmieniła się na początku lat 90., kiedy to cała Irlandia zyskała przydomek celtyckiego tygrysa.

## Gospodarka
Cork jest największym ośrodkiem przemysłowym południowej Irlandii. Swoją pozycję zawdzięcza głównie dobrej komunikacji zarówno ze światem, jak i ważniejszymi ośrodkami w kraju. W mieście rozwinęły się takie firmy:
- farmaceutyka
  - Pfizer
  - Novartis
  - LEO Pharma(inne języki)
- przemysł spożywczy
  - Beamish and Crawford
  - Murphy's Irish Stout
- informatyka
  - Apple Computer
  - Motorola
  - Amazon.com
  - IBM

## Komunikacja

### Lotnisko
Kilka kilometrów na południe od miasta znajduje się port lotniczy Cork – jedno z głównych lotnisk w Irlandii. W 2005 roku lotnisko obsłużyło ponad 2,7 miliona pasażerów, głównie na trasach do Wielkiej Brytanii i Europy. W lipcu 2006 został oddany do użytku nowy terminal, pozwalający na obsługę 5 milionów pasażerów rocznie.

### Port morski
Cork jest wielkim portem morskim. Nabrzeża i budowle portowe rozciągają się po całym zachodnim wybrzeżu zatoki Cork. Przystań promów pasażerskich znajduje się w Ringaskiddy i oferuje bezpośrednie połączenia z Roscoff we Francji i Swansea w Walii. Ponadto między Rushbrooke i Passage West kursuje niewielki prom rzeczny, znacznie skracający drogę między Cobh i południowymi przedmieściami Cork.

### Autobusy
Autobusy podmiejskie i dalekobieżne odjeżdżają z dworca autobusowego na Parnell Place. Autobusy komunikacji miejskiej obsługiwane są przez narodowego przewoźnika – Bus Éireann. Linie (ponumerowane od 1 do 19) łączą dzielnice podmiejskie z centrum miasta. Większość z nich przejeżdża przez główną ulicę w centrum – St. Patrick’s Street.

### Kolej
Znajdująca się we wschodniej części miasta Cork Kent jest jedyną stacją kolejową w Cork. Odjeżdżają z niej pociągi dalekobieżne, a także pociągi podmiejskie na trasie Mallow-Cork-Cobh-Midleton.

## Atrakcje turystyczne
W mieście znajdują się dwie katedry: rzymskokatolicka katedra Najświętszej Maryi Panny i św. Anny, zwana również katedrą północną, i należąca do Kościoła Irlandii katedra św. Findbara. Najstarszą budowlą w mieście jest wieża Red Abbey. Najsłynniejszą jest wieża kościelna Shandon, dostępna dla zwiedzających, z charakterystycznym łososiem na szczycie. Kościół ten znany jest głównie ze względu na zabytkowe dzwony. Wśród mieszkańców wieża Shandon jest znana również jako „Kłamca o czterech twarzach” (ang. four-faced liar), ponieważ zegary na każdej z czterech ścian wskazują zwykle różne godziny.

## Edukacja
Cork jest ważnym ośrodkiem akademickim w Irlandii. Funkcjonuje tu kilka wyższych uczelni, na których kształci się około 35 000 studentów, w tym wielu obcokrajowców. Największą grupę stanowią studenci z Chin.
Uczelnie:
- University College Cork
- Cork Institute of Technology
- Cork College of Commerce
- Griffith College Cork

## Kultura
W 2005 Cork było europejską stolicą kultury.

### Festiwale
- Cork International Choral Festival
- Cork Film Festival
- Cork Jazz Festival
- Guinness Cork Jazz Festival
- IndieCork
- Live at the Marquee

### Muzea
- Cork Butter Museum
- Cork City Gaol
- Cork Heritage Centre
- Cork Public Museum

## Media
Cork jest siedzibą dla wielu rozgłośni radiowych. Oprócz stacji ogólnokrajowych RTÉ Radio 1, RTÉ 2fm, Lyric FM, Radio na Gaeltachta (wszystkie cztery należą do RTÉ), w mieście funkcjonuje kilka rozgłośni lokalnych – Corks 96FM, 103FM County Sound, CUH FM, Red FM i uniwersyteckie Cork Campus Radio.
W mieście ponadto funkcjonują dwie stacje telewizyjne: RTÉ Cork i South Coast TV. W Cork wydawany jest jeden z największych irlandzkich dzienników – Irish Examiner oraz lokalne Evening Echo.

## Sport
Sport odgrywa ważną rolę w życiu miasta. Największą popularnością cieszą się hurling i piłka nożna. Hurlingowy zespół hrabstwa Cork od wielu lat należy do ścisłej czołówki i w swej historii 30-krotnie zdobywał tytuł mistrzów Irlandii. Sezon 2006 zakończył na drugim miejscu, przegrywając w finale z zespołem hrabstwa Kilkenny, 29-krotnych mistrzów Irlandii. Piłkarski klub Cork City także należy do czołówki ligi irlandzkiej – ostatni tytuł mistrzowski zespół zdobył w 2005.

## Polonia
Cork jest drugim pod względem wielkości, po Dublinie, skupiskiem Polonii w Irlandii. W samym mieście mieszka ponad 3600 osób z polskim obywatelstwem, zaś w całej aglomeracji miasta liczba ta wynosi ponad 15 tysięcy. Na rzecz Polaków działają organizacje: Stowarzyszenie MyCork i Centrum Wsparcia i Integracji „Together-Razem”.
Polski Ośrodek Kultury i Biblioteka ABC EduLibrary promuje kulturę i literaturę polską i jest największą polską biblioteką w Irlandii (z księgozbiorem ponad 15 000 książek i ok. 2 000 pozycji w zbiorach audiowizualnych).
W kościele pw. św. Augustyna, oo. Augustynianów na Washington Street odbywają się msze w języku polskim, celebrowane przez kapelana Polonii w Cork, ks. Piotra Galusa.
Działa też polska szkoła, przy St. Patrick National School na Gardiners Hill obejmująca poziomy nauczania: podstawowy, gimnazjalny oraz liceum.
14 kwietnia 2010 roku w Cork został powołany do życia Konsulat Honorowy Rzeczypospolitej Polskiej. Konsulem Honorowym został lokalny biznesmen Michael Mulcahy. Konsulat Honorowy pełni rolę informacyjną, stanowi uzupełnienie pracy zawodowego Konsulatu RP w Dublinie.

## Miasta partnerskie
Cork jest obecnie miastem partnerskim dla sześciu miast:
- 1969 – Coventry,  Wielka Brytania
- 1982 – Rennes,  Francja
- 1984 – San Francisco,  Stany Zjednoczone
- 1988 – Kolonia,  Niemcy
- 1994 – Swansea,  Wielka Brytania
- 2005 – Szanghaj,  Chiny